# يوحنا إيفانز
يوحنا إيفانز (بالإنجليزية: John Evans)‏ (24 مارس 1947 في المملكة المتحدة - ) هو لاعب كرة قدم بريطاني في مركز جناح ‏، شارك في دورة ألعاب الكومنولث البريطانية 1974. ولعب مع نادي توركي يونايتد.

## وصلات خارجية
- يوحنا إيفانز على موقع قاعدة بيانات كرة القدم.إي يو (الإنجليزية)